# HD204769
HD204769 — хімічно пекулярна зоря спектрального класу A5, що має видиму зоряну величину в смузі V приблизно  8,9.
Вона  розташована на відстані близько 570,2 світлових років від Сонця.